# Коренич-Брдо
45°24′ пн. ш. 15°20′ сх. д. / 45.40° пн. ш. 15.34° сх. д.
Коренич-Брдо (хорв. Korenić Brdo) — населений пункт у Хорватії, у Карловацькій жупанії у складі громади Босилєво.

## Населення
Населення за даними перепису 2011 року становило 2 осіб.
Динаміка чисельності населення поселення: